# 热苏波利斯
热苏波利斯是巴西戈亚斯州的一个市镇。总面积120.919平方公里，总人口2144人，人口密度17.7人/平方公里。